# SIGGRAPH
 (енгл. Special Interest Group on GRAPHics and Interactive Techniques — Група са посебним интересима за поља графике и интерактивних техника) је назив годишње конференције о темама са поља рачунарске графике сазиване од стране организације ACM SIGGRAPH. Прва конференција се одржала 1974. године.
Конференцију посећује десетине хиљада рачунарских стручњака, а одржавала се у Даласу, Сиетлу, Лос Анђелесу, Њу Орлеансу, Сан Дијегу и у другим местима унутар САД.

## Програм конференције
Неке од карактеристика конференције су презентације у Анимационом и Електронском Театру, где се приказују актуелни филмови — најновија остварења рачунарске графике. Постоји велики изложбени простор, где неколико стотина компанија представља своја достигнућа и такмичи се за пажњу и учешће посетилаца. Највећи број ових компанија је са поља инжењеринга, рачунарске графике, рачунарске анимације и индустрије видео-игара. Такође је одвојен простор за образовне установе које се специјализују на пољима рачунарске графике и интеракције.
Десетине научно-истраживачких радова се презентује сваке године, и SIGGRAPH је општеприхваћен као најпрестижније место за публикације радова са поља рачунарске графике. Статистике показују да се од 1984. године од свих радова предложених за презентовање на конференцији прихватало мање од 25%.
Осим ових радова, присутни су и бројни панели индустријских експерата, на којима се дискутује о широком спектру тема, од рачунарске графике, преко интеракције са машинама до образовања.